# Édouard Thomas Burgues de Missiessy
Édouard Thomas de Burgues, seigneur puis comte de Missiessy, né le 23 avril 1756 à Toulon et mort dans la même ville le 24 mars 1837, est un vice-amiral français.

## Biographie

### Origines et famille
Édouard Jacques Burgues descend de la famille des Burguès, une ancienne famille de la noblesse catalane originaire du village d'Estagnol, juridiction et évêché de Girone, dans la principauté de Catalogne. Son origine remonte à l'an 1100 et elle s'installe en France à partir du XIIIe siècle. Elle a fourni au royaume de France un grand nombre d'officiers de marine.

### Carrière militaire
Il commence à naviguer à l'âge de 10 ans, notamment sur l’Allier, commandé par son père. Il entre aux Gardes-marine en novembre 1770
Sentant alors le besoin d'étudier les mathématiques, il se livra avec ardeur à ce travail. En 1776, une déclaration ministérielle rendit indispensables les connaissances qu'il avait acquises, et annonça que les places d'enseigne de vaisseau ne seraient plus données qu'au concours.
La déclaration de guerre de 1777 amène une promotion dans le personnel actif de la marine, et Missiessy, élevé au grade d'enseigne de vaisseau, fait, sur le vaisseau le Vaillant, sous les ordres du comte d'Estaing, cette campagne qui rend les premiers services à la cause américaine. Il participe à la guerre d'indépendance des États-Unis. Il reste deux ans avec cette escadre, et prend part à tous les combats qu'elle mène contre les Britanniques.
En 1780, il passe comme second sur la Surveillante, une frégate de 32 canons. Le 5 juin 1781, près de l'île de Moyant, il attaque le vaisseau britannique HMS Ulysse, de 50 canons, et après un combat glorieux, il le met en déroute.
Il est fait lieutenant de vaisseau, et la paix le ramène à Toulon sur le vaisseau le Censeur. Pour mettre à profit son expérience, il rédige un Livre des signaux communs à toutes les armées navales, que le ministre adopte et fait imprimer. Ses Observations sur l'arrimage des vaisseaux ont le même succès. En 1789, il en publie un traité sur l'ordre du gouvernement.
Un courrier extraordinaire le charge le 2 novembre 1791 du commandement de la frégate La Modeste. Le dey d'Alger avait méconnu le pavillon français, capturé trois navires et menaçait de mettre le consul français à la chaîne. La frégate la Modeste était disposée en flûte, en trois jours, elle est armée en guerre : Missiessy part le 5, mouille le 7, obtient du dey audience et satisfaction, et reparaît dans le port de France avant qu'on eût cessé de s'entretenir de son départ.
Lors de la promotion du 1er janvier 1792, il est fait capitaine de vaisseau au choix ; il passe alors sur le vaisseau le Centaure, et devint chef de file de l'escadre de l'amiral Truguet. Il est promu contre-amiral. Un an plus tard, il est incarcéré, au mois de mai 1793, avec plusieurs nobles de Toulon. Aussitôt qu'il retrouve la liberté, il part pour l'Italie, où il reste jusqu'en l'an IV.
Il est alors attaché au dépôt des plans et cartes de la marine à Paris, et adjoint ensuite au célèbre chevalier de Borda, pour mettre en usage, dans les ports et les arsenaux, le nouveau système des poids et mesures. Quelque temps après, il est nommé directeur-adjoint de l'École des constructions navales. En l'an VI, pendant son séjour à Paris, il publie, par ordre du gouvernement, son ouvrage sur l'installation des vaisseaux.
Durant la Révolution française, il est contraint de dissimuler ses origines aristocratiques et signe Missiessy-Quies jusqu'en 1804, puis Burgues-Missiessy à partir de 1805. Chef d'état-major général, de l'an IX à l'an X, de l'armée combinée, réunie à Cadix sous les ordres de l'amiral Truguet, il est rappelé à Paris avec le titre de préfet maritime.
C'est le premier préfet maritime reconnu par Paris, la Seine étant devenue un grand chantier maritime, où se préparait la flottille de Boulogne. Au mois de messidor an XI, il se rend au Havre avec les mêmes fonctions et la mission spéciale d'accélérer la construction des bâtiments de la flottille. Trois mois après, le gouvernement le met à la tête d'une division de l'armée des côtes de Brest. Il reçoit la croix de membre, puis de commandeur de la Légion d'honneur, les 19 frimaire et 25 prairial an XII (14 juin 1804).
En l'an XIII, il commande en chef l'escadre de Rochefort, composée de trois vaisseaux de ligne, trois frégates et deux bricks. L'escadre transporte 3 500 hommes de troupes, sous les ordres du général de division Lagrange, et, une cargaison de 5 000 fusils, 5 milliers de poudre et un train considérable d'artillerie destinés aux colonies françaises. Les ordres sont de se rendre aux Antilles avec la plus grande diligence, et, en attendant l'escadre de Toulon, de ravitailler les colonies de la France et de piller celles du Royaume-Uni.
Missiessy part le 21 nivôse, et après une lutte de douze jours contre la tempête, dans le golfe de Gascogne, arrive, le 21 février, dans le canal qui sépare la Martinique de Sainte-Lucie. Quatre colonies britanniques, la Dominique, Niévès, Montserrat et Saint-Christophe, sont pillées et désarmées, les navires arraisonnés, des contributions frappées, les troupes ennemies faites prisonnières. La Guadeloupe, la Martinique, Saint-Domingue sont ravitaillées en hommes, vivres et munitions. Le 21 mars 1805, il envoie des renforts lors du siège de Santo Domingo, qui permettent de lever le siège. Ensuite rappelé en France, il arrive, le 30 floréal, dans le port de Rochefort. Il a perdu deux bâtiments à la suite d'une tempête dont le Topaze jeté sur les côtes du Portugal et Le Faune commandé par le général Brunet pris dans une tempête et capturé par les Anglais. À son bord la légion du Midi : des Piémontais incorporés dans les troupes françaises par Napoléon ; les hommes de la Faune épuisés par la faim et la soif sont torturés par les Anglais. Certains succombent, dont le capitaine Joseph Viansson-Ponté, le 28 août 1805 son corps est jeté à la mer. Le général Brunet est remis en liberté en 1814. Campagne inutile et meurtrière. Le reste de la flotte rentre à Rochefort. Les victoires des Antilles n'attirent pas sur Missiessy les faveurs du gouvernement ; il a même à se défendre de certains reproches que lui adressent les feuilles officielles, et il réclame vainement le grade de vice-amiral ; il ne l'obtient qu'en mars 1809. Il y avait treize mois alors qu'il avait été rendu au service actif et appelé au commandement en chef de l'escadre de l'Escaut. C'était un poste de confiance et d'honneur. Là devait se porter tout l'effort de l'expédition britannique, dont le but était la destruction du port d'Anvers.

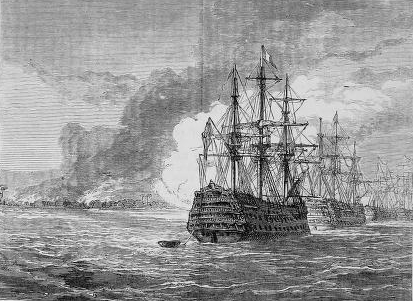
Une escadre française sous le commandement de Missiessy au large de Fort Young, incendié, à Roseau. Parmi les navires se trouvaient. Le Majestueux, 120 canonsː Le Magnanime, 74 canons et L'Infatigable, 44 canons.

Le 29 juillet 1809, on signale la flotte britannique ; elle se composait de 22 vaisseaux de ligne et de 120 autres bâtiments de guerre. Le fort Bathz est abandonné, Flessingue capitule; cependant, le 7 septembre suivant, les vaisseaux britanniques se retirent. L'Empereur confère à Missiessy le titre de comte avec une dotation de 4 000 francs de rente, et, par lettres patentes, il le nomme commandant en chef des côtes du Nord. Le parlement britannique estime le coût de l'opération à 7 000 hommes et 3 millions de livres sterling.

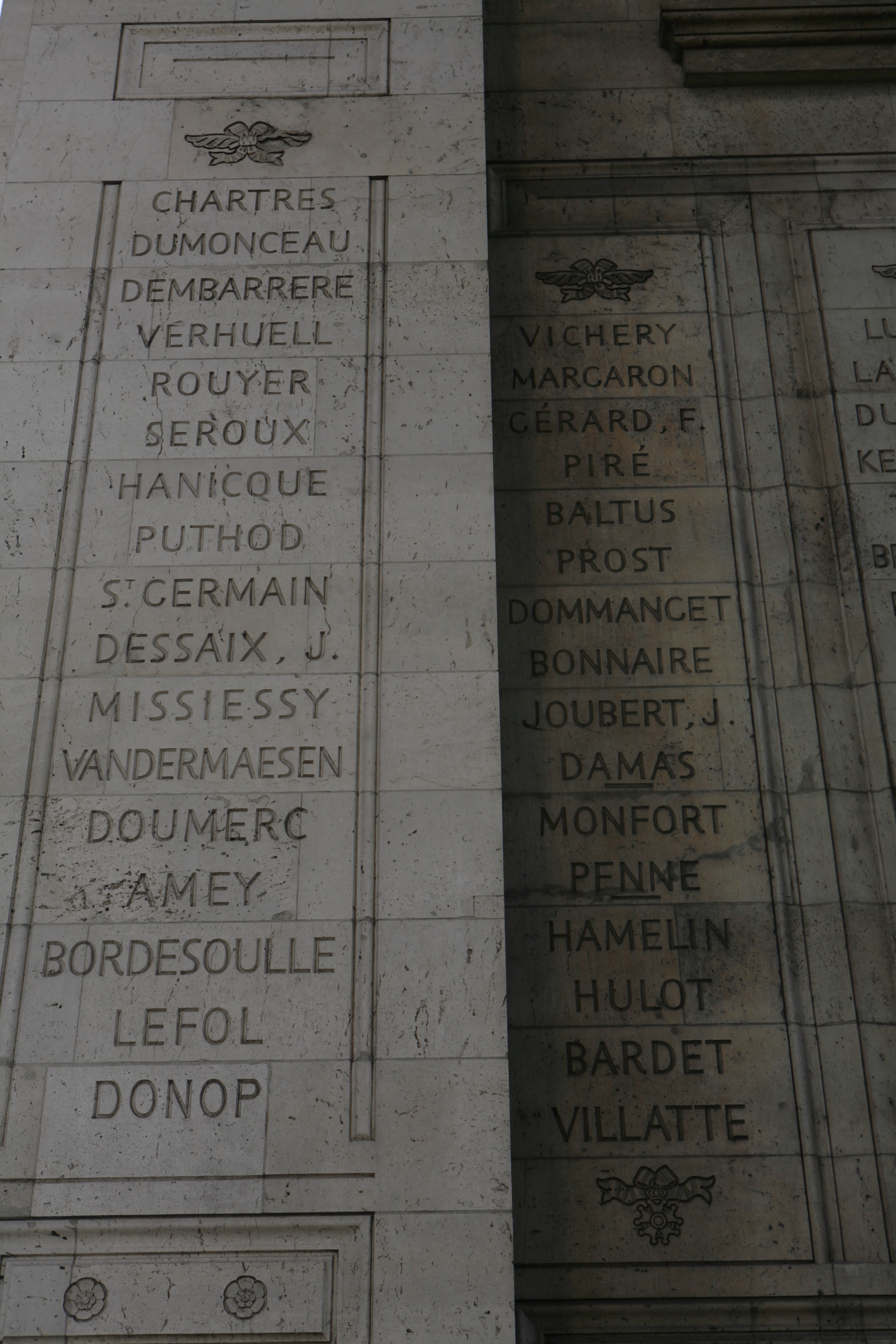
Noms gravés sous l'arc de triomphe de l'Étoile : pilier Ouest, 1re et 2e colonnes.

Le coup de main de Flessingue avait vivement préoccupé l'Empereur; en 1811, il va lui-même inspecter l'escadre de l'Escaut, et à occasion dote Missiessy de 20 000 francs de rente et l'élève au grade de grand officier de la Légion d'honneur. Son escadre se composait alors de 17 vaisseaux. L'année suivante, plusieurs bâtiments sortent encore des chantiers d'Anvers, et l'amiral, à cette occasion, est nommé grand-croix de l'ordre de la Réunion.
Les événements de 1813 et 1814 amenèrent sur Anvers les Prussiens et les Britanniques réunis. La ville fut bombardée, et l'incendie menaçait la flotte française réunie dans ce port. Missiessy l'en préserva par l'habileté de ses mesures et il ne désarma que sur l'ordre du roi. Il se rendit alors à Paris, et vint offrir à Louis XVIII sa soumission et ses services. Il est nommé grand-croix de la Légion d'honneur.
En 1815, à la nouvelle du débarquement de Napoléon Ier, les officiers de marine présents à Paris forment une compagnie dont Missiessy a le commandement. Le 20 mars, il donne sa démission, et il ne reprend du service qu'au mois de juillet suivant, en qualité de préfet maritime à Toulon, et, l'année suivante, il reçut le titre de commandant de la marine. Commandeur de Saint-Louis à cette dernière époque, il devint grand-croix de l'Ordre en 1823, et l'année suivante, il est nommé vice-président du Conseil d'amirauté nouvellement créé.
Charles X l'élève à la dignité de chevalier-commandeur de l'ordre du Saint-Esprit le 2 juin 1827.
Il publie un Aperçu sur le Matériel de la Marine en 1829 et sa justification sur ses choix lors de l'expédition de Saint Domingue à Haïti.
Admis à la retraite par ordonnance royale du 23 avril 1832, il est mort le 24 mars 1837.
Son nom est gravé sur l'arc de triomphe de l'Étoile, côté Nord.